# HMS Havelock (1915)
«Гевлок» (англ. HMS Havelock) - монітор типу «Еберкромбі» Королівського флоту, який служив під час Першої світової війни.

## Історія створення
«Гевлок» був закладений на верфі Harland and Wolff Ltd в Белфасті 12 грудня 1914 року. Корабель отримав назву "Генерал Грант" на честь генерала США Улісса Гранта, однак, оскільки Сполучені Штати все ще були нейтральними, корабель було поспішно перейменовано на HMS M2 31 травня 1915 року. Потім монітор знову перейменували «HMS Havelock» 20 червня 1915 року на честь британського генерала 19 століття Генрі Гевлока, який зокрема відзначився при придушенні повстання сипаїв.  

## Історія служби
«Гевлок» відплив до Дарданелли в червні 1915 року. Взяв участь у Дарданелльській операції. 12 серпня 1915 року у затоці Сувла корабель вразили 4 снаряди, поранивши трьох членів екіпажу. За два дні монітор випустив по позиціях ворога 138 снарядів головного калібру. Він залишалася в Східному Середземномор'ї до повернення в Англію в січні 1916 року.  
До кінця війни монітор охороняв порт і місто Лоустофт від рейдів німецьких лінійних крейсерів.  
Корабель  зняли з експлуатації в травні 1919 року, а в червні 1920 року з нього зняли озброєння. Проданий для утилізації в травні 1921 року, монітор тим не менш, утримували певний час у резерві до перепродажу 25 червня 1927 року на верф Уорд (Ward) у Престоні для розбору на метал. 